# Hussain Mustahil
Hussain Mustahil Rabia (in arabo حسين مستهيل ربيعة‎?; 3 maggio 1980) è un ex calciatore omanita, di ruolo difensore.

## Carriera

### Club
Ha giocato nel campionato omanita, kuwaitiano e emiratino.

### Nazionale
È stato convocato per la Coppa d'Asia nel 2004.